# Giovanni Croce
Giovanni Croce, Ioanne a Cruce Clodiensis (ur. ok. 1557 w Chioggii, zm. 15 maja 1609 w Wenecji) – włoski kompozytor; jeden z głównych przedstawicieli szkoły weneckiej. Pisał przeważnie muzykę religijną, w której jako pierwszy zaczął stosować styl koncertujący.
Uczył się w Wenecji u Gioseffa Zarlina. W 1565 r. został śpiewakiem kapeli przy tamtejszej bazyliki św. Marka (od 1594 r. pełnił tam funkcję wicekapelmistrza, a od 1603 r. kapelmistrza). 